# 드네스트르강

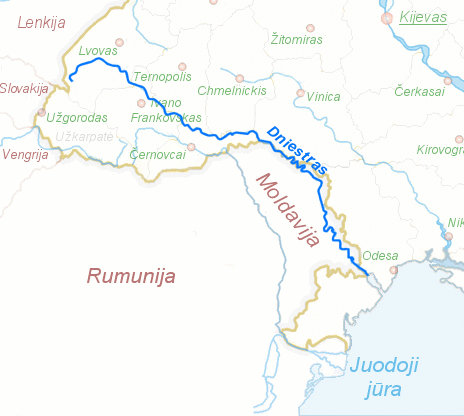
드네스트르강

드네스트르강(우크라이나어: Дністер 드니스테르[*], 폴란드어: Dniestr 드니에스트르[*], 루마니아어: Nistru 니스트루[*], 러시아어: Днестр 드네스트르[*])은 동유럽을 흐르는 강이다. 우크라이나의 폴란드 국경 근처 카르파티아산맥에서 발원하며, 우크라이나와 몰도바를 거쳐 흑해로 흘러들어간다. 강의 길이는 1,362 km이다.
1991년 이래 사실상 몰도바에서 분리되어 있는 트란스니스트리아와 몰도바의 대체적인 경계를 이루고 있다. 한편 제1차 세계 대전과 제2차 세계 대전 사이에는 소련과 루마니아 왕국의 국경선이기도 했었다.
이 강에 위치한 주요 도시로는 두버사리, 티라스폴, 벤데르 등이 있다.